# Stanley-Cup-Playoffs 1958
Die Playoffs um den Stanley Cup des Jahres 1958 begannen am 25. März 1958 und endeten am 20. April 1958 mit dem 4:2-Erfolg der Canadiens de Montréal über die Boston Bruins. Die Canadiens gewannen damit ihren dritten Titel in Serie sowie den insgesamt zehnten ihrer Franchise-Geschichte. Zuvor gelang dies nur den Toronto Maple Leafs in den Jahren 1947 bis 1949, während die Canadiens zugleich zum alleinigen Rekordsieger des Stanley Cups wurden, indem sie die Maple Leafs (neun Titel) überholten. Zudem markierte das Endspiel 1958 die Neuauflage des Vorjahres, in dem die Bruins mit 1:4 unterlegen waren. Darüber hinaus stellten die Bruins mit Fleming Mackell den Topscorer, während Montréal in Person von Maurice Richard den besten Torschützen der post-season in seinen Reihen hatte.

## Modus
Für die Playoffs qualifizierten sich die vier besten Teams der Liga. Im Halbfinale standen sich der Erste und der Dritte sowie der Zweite und der Vierte der Abschlusstabelle gegenüber. Die jeweiligen Sieger bestritten anschließend das Stanley-Cup-Finale.
Alle Serien wurden dabei im Best-of-Seven-Modus ausgetragen, das heißt, dass ein Team vier Siege zum Weiterkommen benötigte. Das höher gesetzte Team hatte dabei in den ersten beiden Spielen Heimrecht, die nächsten beiden das gegnerische Team. Sollte bis dahin kein Sieger aus der Runde hervorgegangen sein, wechselte das Heimrecht von Spiel zu Spiel. So hatte die höher gesetzte Mannschaft in den Spielen 1, 2, 5 und 7, also vier der maximal sieben Spiele, einen Heimvorteil.
Bei Spielen, die nach der regulären Spielzeit von 60 Minuten unentschieden blieben, folgte die Overtime. Sie endete durch das erste erzielte Tor (Sudden Death).

## Qualifizierte Teams
- (1) Canadiens de Montréal
- (2) New York Rangers
- (3) Detroit Red Wings
- (4) Boston Bruins

## Playoff-Baum
|  | Halbfinale | Halbfinale            | Halbfinale |  |  | Stanley-Cup-Finale | Stanley-Cup-Finale    | Stanley-Cup-Finale |
|  |            |                       |            |  |  |                    |                       |                    |
|  |            |                       |            |  |  |                    |                       |                    |
|  | 1          | Canadiens de Montréal | 4          |  |  |                    |                       |                    |
|  | 3          | Detroit Red Wings     | 0          |  |  |                    |                       |                    |
|  |            |                       |            |  |  | 1                  | Canadiens de Montréal | 4                  |
|  |            |                       |            |  |  | 4                  | Boston Bruins         | 2                  |
|  | 2          | New York Rangers      | 2          |  |  |                    |                       |                    |
|  | 4          | Boston Bruins         | 4          |  |  |                    |                       |                    |
|  |            |                       |            |  |  |                    |                       |                    |

## Halbfinale

### (1) Canadiens de Montréal – (3) Detroit Red Wings
| 25. März 1958 | Canadiens de Montréal Maurice Richard (2:22) Maurice Richard (4:07) Jean Béliveau (6:20) Bernie Geoffrion (8:55) Phil Goyette (14:23) Phil Goyette (23:59) Dickie Moore (52:17) Phil Goyette (57:56) | 8:1 (5:0, 1:1, 2:0) Spielbericht Stand: 1:0 | Detroit Red Wings Johnny Wilson (32:19) | Forum de Montréal, Montréal, Québec |

| 27. März 1958 | Canadiens de Montréal Phil Goyette (18:04) Jean Béliveau (37:13) Maurice Richard (45:05) André Pronovost (45:18) Maurice Richard (52:23) | 5:1 (1:0, 1:1, 3:0) Spielbericht Stand: 2:0 | Detroit Red Wings Johnny Wilson (33:39) | Forum de Montréal, Montréal, Québec |

| 30. März 1958 | Detroit Red Wings Forbes Kennedy (34:07) | 1:2 n. V. (0:0, 1:1, 0:0, 0:1) Spielbericht Stand: 0:3 | Canadiens de Montréal Dickie Moore (36:00) André Pronovost (71:52) | Detroit Olympia, Detroit, Michigan |

| 1. April 1958 | Detroit Red Wings Jack McIntyre (25:49) Gordie Howe (30:27) Billy McNeill (31:13) | 3:4 (0:0, 3:1, 0:3) Spielbericht Stand: 0:4 | Canadiens de Montréal Maurice Richard (28:45) Maurice Richard (44:00) Dickie Moore (49:07) Maurice Richard (49:56) | Detroit Olympia, Detroit, Michigan |

### (2) New York Rangers – (4) Boston Bruins
| 25. März 1958 | New York Rangers Larry Popein (4:40) Andy Hebenton (10:45) Camille Henry (18:38) Dave Creighton (30:29) Dave Creighton (57:01) | 5:3 (3:2, 1:1, 1:0) Spielbericht Stand: 1:0 | Boston Bruins Fleming Mackell (0:58) Jerry Toppazzini (7:21) Bronco Horvath (37:45) | Madison Square Garden, New York City, New York |

| 27. März 1958 | New York Rangers Andy Bathgate (5:28) Andy Bathgate (8:58) Jean-Guy Gendron (27:24) | 3:4 n. V. (2:2, 1:0, 0:1, 0:1) Spielbericht Stand: 1:1 | Boston Bruins Doug Mohns (5:05) Don McKenney (19:38) Don McKenney (51:13) Jerry Toppazzini (64:46) | Madison Square Garden, New York City, New York |

| 29. März 1958 | Boston Bruins Doug Mohns (9:24) Don McKenney (13:18) Don McKenney (17:40) Buddy Boone (24:01) Norm Johnson (47:36) | 5:0 (3:0, 1:0, 1:0) Spielbericht Stand: 2:1 | New York Rangers | Boston Garden, Boston, Massachusetts |

| 1. April 1958 | Boston Bruins Jerry Toppazzini (22:04) Jerry Toppazzini (51:32) | 2:5 (0:2, 1:2, 1:1) Spielbericht Stand: 2:2 | New York Rangers Dean Prentice (5:19) Dave Creighton (9:47) Andy Hebenton (30:17) Andy Bathgate (35:12) Andy Bathgate (59:41) | Boston Garden, Boston, Massachusetts |

| 3. April 1958 | Boston Bruins Fleming Mackell (6:43) Bronco Horvath (9:11) Don McKenney (11:24) Fernie Flaman (25:10) Fernie Flaman (30:20) Jerry Toppazzini (56:32) | 6:1 (3:0, 2:1, 1:0) Spielbericht Stand: 3:2 | New York Rangers Parker MacDonald (32:44) | Boston Garden, Boston, Massachusetts Anm. |

| 5. April 1958 | Boston Bruins Larry Regan (0:58) Jerry Toppazzini (7:27) Norm Johnson (11:04) Fleming Mackell (17:20) Doug Mohns (33:29) Fleming Mackell (48:29) Jerry Toppazzini (48:58) Jerry Toppazzini (57:49) | 8:2 (4:1, 1:1, 3:0) Spielbericht Stand: 4:2 | New York Rangers Harry Howell (14:33) Andy Bathgate (24:55) | Boston Garden, Boston, Massachusetts |

## Stanley-Cup-Finale

### (1) Canadiens de Montréal – (4) Boston Bruins
| 8. April 1958 | Canadiens de Montréal Bernie Geoffrion (12:24) Dickie Moore (33:52) | 2:1 (1:0, 1:1, 0:0) Spielbericht Stand: 1:0 | Boston Bruins Allan Stanley (25:54) | Forum de Montréal, Montréal, Québec |

| 10. April 1958 | Canadiens de Montréal Bernie Geoffrion (3:12) Doug Harvey (27:00) | 2:5 (1:3, 1:1, 0:1) Spielbericht Stand: 1:1 | Boston Bruins Norm Johnson (0:20) Don McKenney (6:58) Bronco Horvath (17:23) Larry Regan (25:00) Bronco Horvath (56:52) | Forum de Montréal, Montréal, Québec |

| 13. April 1958 | Boston Bruins | 0:3 (0:1, 0:0, 0:2) Spielbericht Stand: 1:2 | Canadiens de Montréal Maurice Richard (18:20) Henri Richard (43:00) Maurice Richard (55:06) | Boston Garden, Boston, Massachusetts |

| 15. April 1958 | Boston Bruins Don McKenney (5:35) Don McKenney (23:30) Jerry Toppazzini (42:30) | 3:1 (1:0, 1:0, 1:1) Spielbericht Stand: 2:2 | Canadiens de Montréal Claude Provost (52:57) | Boston Garden, Boston, Massachusetts |

| 17. April 1958 | Canadiens de Montréal Bernie Geoffrion (22:20) Jean Béliveau (23:02) Maurice Richard (65:45) | 3:2 n. V. (0:1, 2:0, 0:1, 1:0) Spielbericht Stand: 3:2 | Boston Bruins Fleming Mackell (18:43) Bronco Horvath (50:35) | Forum de Montréal, Montréal, Québec |

| 20. April 1958 | Boston Bruins Don McKenney (18:35) Norm Johnson (45:20) Larry Regan (53:41) | 3:5 (1:2, 0:2, 2:1) Spielbericht Stand: 2:4 | Canadiens de Montréal Bernie Geoffrion (0:46) Maurice Richard (1:54) Jean Béliveau (26:42) Bernie Geoffrion (39:26) Doug Harvey (59:00) | Boston Garden, Boston, Massachusetts |

### Stanley-Cup-Sieger
| Stanley-Cup-Sieger Canadiens de Montréal | Torhüter: Charlie Hodge, Gerry McNeil, Jacques Plante Verteidiger: Doug Harvey, Tom Johnson, Albert Langlois, Dollard St. Laurent, Jean-Guy Talbot, Bob Turner Angreifer: Jean Béliveau, Marcel Bonin, Connie Broden, Floyd Curry, Bernie Geoffrion, Phil Goyette, Don Marshall, Ab McDonald, Dickie Moore, Bert Olmstead, André Pronovost, Claude Provost, Henri Richard, Maurice Richard (C) Cheftrainer: Toe Blake General Manager: Frank J. Selke |

## Beste Scorer
Abkürzungen: GP = Spiele, G = Tore, A = Assists, Pts = Punkte, PIM = Strafminuten; Fett: Bestwert
| Spieler          | Team     | GP | G  | A  | Pts | PIM |
| ---------------- | -------- | -- | -- | -- | --- | --- |
| Fleming Mackell  | Boston   | 12 | 5  | 14 | 19  | 10  |
| Don McKenney     | Boston   | 12 | 9  | 8  | 17  | 2   |
| Maurice Richard  | Montréal | 10 | 11 | 4  | 15  | 10  |
| Doug Mohns       | Boston   | 12 | 3  | 10 | 13  | 18  |
| Jerry Toppazzini | Boston   | 12 | 9  | 3  | 12  | 2   |
| Jean Béliveau    | Montréal | 10 | 4  | 8  | 12  | 10  |
| Bernie Geoffrion | Montréal | 10 | 6  | 5  | 11  | 2   |
| Dickie Moore     | Montréal | 10 | 4  | 7  | 11  | 4   |
| Larry Regan      | Boston   | 12 | 3  | 8  | 11  | 4   |
| Doug Harvey      | Montréal | 10 | 2  | 9  | 11  | 16  |

## Beste Torhüter
Die kombinierte Tabelle zeigt die jeweils drei besten Torhüter in den Kategorien Gegentorschnitt und Fangquote sowie die jeweils Führenden in den Kategorien Shutouts und Siege.
Abkürzungen: GP = Spiele, Min = Eiszeit (in Minuten), W = Siege, L = Niederlagen, GA = Gegentore, SO = Shutouts, Sv% = gehaltene Schüsse (in %), GAA = Gegentorschnitt; Fett: Bestwert; Sortiert nach Gegentorschnitt.
Erfasst werden nur Torhüter mit 120 absolvierten Spielminuten.
| Spieler        | Team       | GP | Min    | W | L | GA | SO | Sv%  | GAA  |
| -------------- | ---------- | -- | ------ | - | - | -- | -- | ---- | ---- |
| Jacques Plante | Montréal   | 10 | 617:37 | 8 | 2 | 20 | 1  | 93,6 | 1,94 |
| Don Simmons    | Boston     | 11 | 670:31 | 6 | 5 | 25 | 1  | 93,2 | 2,24 |
| Terry Sawchuk  | Detroit    | 4  | 251:52 | 0 | 4 | 19 | 0  | 85,5 | 4,53 |
| Gump Worsley   | NY Rangers | 6  | 364:46 | 2 | 4 | 28 | 0  | 87,1 | 4,61 |